# Trisetella
 Trisetella – rodzaj roślin z rodziny storczykowatych (Orchidaceae). Wszystkie gatunki są epifitami lub litofitami. Rośliny rosną w wilgotnych i mglistych lasach na wysokościach od 200 do 2600 m n.p.m. Rośliny z tego rodzaju występują w Ameryce Południowej. W północnej Brazylii, Kostaryce, Panamie, Gujanie Francuskiej, Surinamie, Wenezueli, Boliwii, Kolumbii, Ekwadorze, Peru.

## Morfologia
Rośliny są niewielkie i posiadają prostą łodygę. Twarde, eliptyczne i ostro zakończone liście. Kwiaty rozpostarte, warżka podłużna, ostro zakończona lub zaokrąglona. Kolumna z kapturkiem oraz ze stopką. Kwiaty posiadają dwa pylniki. Zalążnia gładka lub brodawkowata. Torebka elipsoidalna.

## Systematyka
Rodzaj sklasyfikowany do podplemienia Pleurothallidinae w plemieniu Epidendreae, podrodzina epidendronowe (Epidendroideae), rodzina storczykowate (Orchidaceae), rząd szparagowce (Asparagales) w obrębie roślin jednoliściennych.
Wykaz gatunków
- Trisetella abbreviata Luer
- Trisetella andreettae Luer
- Trisetella cordeliae Luer
- Trisetella dalstroemii Luer
- Trisetella deburghgraevei Vierling
- Trisetella didyma (Luer) Luer
- Trisetella dressleri (Luer) Luer
- Trisetella escobarii Luer
- Trisetella fissidens Luer & Hirtz
- Trisetella gemmata (Rchb.f.) Luer
- Trisetella hirtzii Luer
- Trisetella hoeijeri Luer & Hirtz
- Trisetella klingeri Luer
- Trisetella lasiochila Pupulin
- Trisetella nodulifera Luer & Hirtz
- Trisetella pantex (Luer) Luer
- Trisetella portillae A.Doucette
- Trisetella regia Königer
- Trisetella rollingstonesiana Vierling
- Trisetella sauliana Vierling
- Trisetella scobina Luer
- Trisetella sororia Luer & Andreetta
- Trisetella strumosa Luer & Andreetta
- Trisetella tenuissima (C.Schweinf.) Luer
- Trisetella triaristella (Rchb.f.) Luer
- Trisetella triglochin (Rchb.f.) Luer
- Trisetella vittata (Luer) Luer